# Гвоздь в сапоге
«Гвоздь в сапоге» (другие названия: «Страна в опасности», «Сигнал», «Гвоздь») — советский оборонный агитационно-пропагандистский кинофильм на тему «Бракоделы — вредители обороны!», построенный в форме притчи.

## Сюжет
Из-за негодных сапог рабочий не успевает передать важное донесение во время учебных манёвров, и команда бронепоезда «погибает» в условной газовой атаке. Герой оказывается на скамье подсудимых, но трибунал, как выясняется, виновен сам: в его составе — команда «погибшего» бронепоезда, в которую входят обувщики, изготовившие бракованные сапоги.

## В ролях
- Александр Джалиашвили — рабочий
- Сико Палавандишвили — красноармеец
- Аркадий Хинтибидзе — начальник поезда
- Акакий Хорава — прокурор

## Съёмочная группа
- Автор сценария: Леонид Перельман
- Режиссёр: Михаил Калатозов
- Оператор: Шалва Апакидзе
- Художник: Серапион Вацадзе

## Технические данные
- Чёрно-белый, немой
- 1360 метров, 5 частей

## Интересные факты
- Фильм посвящён газете закавказского комсомола «Молодой рабочий».
- Шифровка на петлицах красноармейца „7БПД“ означает реально существовавший 7-й отдельный дивизион бронепоездов, в довоенные годы дислоцировавшийся на Кавказе.